# Copa de Bélgica de Ciclismo 2020
La 5.ª edición de la Copa de Bélgica de Ciclismo de 2020 es una serie de carreras de ciclismo en ruta que se realiza en Bélgica. Comenzó y finalizó el 8 de marzo con el Gran Premio Jean-Pierre Monseré. Debido a la Pandemia de COVID-19 todas las otras carreras fueron canceladas.
Forman parte de la clasificación todos los ciclistas profesionales que hacen parte del UCI WorldTeam, UCI ProTeam y Continental sin límite de nacionalidad estableciendo un sistema de puntuación en función de la posición conseguida en cada clásica y a partir de ahí se crea la clasificación.
La Copa consta de 8 carreras belgas de un día en las categorías 1.1 y 1.Pro del UCI Europe Tour, excepto las que declinan estar en esta competición.

## Sistema de puntos
En cada carrera, los primeros 20 corredores ganan puntos y el corredor con la mayor cantidad de puntos en general es considerado el ganador de la Copa de Bélgica. Se llevan a cabo clasificaciones separadas para los mejores jóvenes (sub-23) y el mejor equipo.

### Clasificación individual
| Posición | 1   | 2  | 3  | 4  | 5  | 6  | 7  | 8  | 9  | 10 | 11 | 12 | 13 | 14 | 15 | 16 | 17 | 18 | 19 | 20 |
| Puntos   | 100 | 85 | 72 | 60 | 50 | 45 | 40 | 35 | 30 | 25 | 20 | 18 | 16 | 14 | 12 | 10 | 8  | 6  | 4  | 2  |

### Clasificación de los jóvenes
| Posición | 1   | 2  | 3  | 4  | 5  | 6  | 7  | 8  | 9  | 10 |
| Puntos   | 100 | 85 | 72 | 60 | 50 | 45 | 40 | 35 | 30 | 25 |

### Clasificación por equipos
| Posición | 1  | 2 | 3 | 4 | 5 | 6 | 7 | 8 | 9 | 10 |
| Puntos   | 12 | 9 | 8 | 7 | 6 | 5 | 4 | 3 | 2 | 1  |

## Carreras puntuables
| Clasificación | Clasificación | Clasificación                   | Clasificación  | Clasificación         | Clasificación                        | Clasificación                         |
| Pos.          | Fecha         | Carrera                         | Ganador        | Equipo                | Líder de la clasificación individual | Líder de la clasificación por equipos |
| ------------- | ------------- | ------------------------------- | -------------- | --------------------- | ------------------------------------ | ------------------------------------- |
| 1.º           | 8 de marzo    | Gran Premio Jean-Pierre Monseré | Fabio Jakobsen | Deceuninck-Quick Step | Fabio Jakobsen                       | Deceuninck-Quick Step                 |

## Clasificaciones Finales

### Individual
| Posición | Ciclista         | Equipo                   | Puntos |
| -------- | ---------------- | ------------------------ | ------ |
| 1.º      | Fabio Jakobsen   | Deceuninck-Quick Step    | 16     |
| 2.º      | Timothy Dupont   | Circus-Wanty Gobert      | 14     |
| 3.º      | Alfdan De Decker | Circus-Wanty Gobert      | 13     |
| 4.º      | Luca Mozzato     | B&B Hotels-Vital Concept | 12     |
| 5.º      | Thomas Boudat    | Arkéa Samsic             | 11     |